# I secreti della signora Isabella Cortese

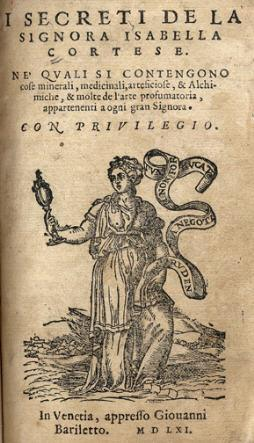
Frontispice de la première édition.

I secreti della signora Isabelle Cortese (titre complet ; I  secreti della signora Isabelle Cortese né quali si contengono cose minerali, medicinali, arteficiose e alchimiche, e molte de l'arte profumatoria, appartenenti a ogni gran Signora) est le titre d'un ouvrage de recettes, principalement de cosmétologie, attribué à Isabella Cortese et paru pour la première fois en 1561, à Venise.
L'édition définitive paraît en 1562 puis d'autres  sont répertoriées en 1565, 1574,  1584, 1588, 1595, 1603, 1614, 1619, 1625, 1642, 1662, 1665, 1677. Des traductions en allemand sont réalisées en 1592 et 1596.
Outre la première édition qui ne rassemble que trois parties, toutes les réimpressions  comportent quatre parties. Elles sont consacrées à la médecine (27 chapitres), à l'alchimie (75 chapitres), à la teinture et la fabrication d'encres (80 recettes) et la quatrième, la plus importante, à la cosmétologie. Cette dernière partie occupe plus de la moitié de l'ouvrage (221 recettes) où l'on apprend a fabriquer des savons, des eaux et des huiles parfumés, des crèmes et laits,  et des poudres.

### Édition
- I secreti della signora Isabelle Cortese (1561)

### Études
Claire Lesage, "La littérature des "secrets" et I secreti d'Isabella Cortese", in Chroniques italiennes, Université Paris III – 1993.